# Saarbrücken
Saarbrücken (německy  zaːɐ̯ˈbʀʏkn̩) je hlavní a největší město německé spolkové země Sársko. Jde o univerzitní město a politické, hospodářské a kulturní centrum Sárska, jehož je jediným velkým městem. Žije zde přibližně 184 tisíc obyvatel.
Město bývalo průmyslovým a dopravním centrem oblasti ležící na velké uhelné pánvi. Nacházely se zde továrny produkující železo a ocel, cukr, pivo, optické přístroje, stroje a stavební materiál. Ale v posledních desetiletích průmyslový význam města upadal, protože německé společnosti začaly kupovat levnější uhlí ze zahraničí.
Mezi historické památky města patří kamenný most přes řeku Saar (1546), gotický kostel St. Arnual, hrad z 18. století Saarbrücker Schloss a stará část města, St. Johanner Markt. V roce 1815 získali vládu nad městem Prusové, ve dvacátém století byla část oblasti dvakrát pod vládou Francie (1919–1935 a 1945–1957).
Sídlí zde fotbalový klub 1. FC Saarbrücken. 

## Historie

### Římská říše
Sársko bylo včleněno do Římské říše v 1. století př. n. l. Později se dostalo pod nadvládu Franků. V roce 925 se stalo součástí Svaté říše římské, ale silný vliv Francie stále přetrvával.

### Středověk
Od roku 1381 do roku 1793 zde vládla dynastie Nassau-Saarbrücken. V 16. století se tato oblast dostala pod Francouzskou nadvládu a v 80. letech tohoto století byla připojena k Francii. V roce 1697 se Francie vzdala nadvlády, ale v letech 1793–1815 opět převzala kontrolu na regionem.

### 19. století
Roku 1815 se velká část Sárska stala součástí Pruska. V průběhu 19. století byly otevřeny uhelné a železné doly.

### 20. století
Během první světové války hrál Saarbrücken důležitou strategickou roli při zásobování armád na frontě. Až na několik náletů bylo civilní obyvatelstvo bojů ušetřeno. Přesto byl život obyvatel poznamenán utrpením a nouzí. 23. listopadu 1918 bylo město obsazeno francouzskými vojsky a podřízeno francouzské vojenské správě.
Na základě Versailleské smlouvy (1919) získala Francie sárské uhelné doly na dobu 15 let. Na konci tohoto období bylo volbou rozhodnuto, že se oblast připojí zpět k Německu. V plebiscitu z 13. ledna 1935 stanoveném Versailleskou smlouvou se většina obyvatel (90,8 %) sárského regionu rozhodla pro opětovné připojení k Německé říši. Řada občanů byla nucena emigrovat, protože bezprostředně po hlasování začala politická a rasistická perzekuce ze strany nacistického systému. Byla vypálena synagoga v St. Johann během tzv. Říšské křišťálové noci a došlo k antisemitským excesům.
V roce 1939 byl Saarbrücken, který byl součástí opevnění Západního valu (Siegfried-Linie) a nacházel se v Červené zóně (Rote Zone) evakuován. Obyvatelstvo bylo při evakuační operaci odsunuto do bezpečí v jiných částech Německé říše. Teprve poté, co "francouzské tažení" v roce 1940 vítězně skončilo, bylo dovoleno město znovu osídlit. Saarbrücken se stal hlavním městem okresu a sídlem státní správy pro Falc, Sársko a anektovaný francouzský departement Moselle. Primátor Saarbrückenu měl na starosti i sousední francouzské město Forbach. V roce 1940 byl u města u hranic na území obce Bremen d'Or – Spicheren zřízen pracovní tábor (Straflager) Neue Bremm (Gedenkstätte Gestapo-Lager Neue Bremm), který zde fungoval až do zimy 1944/45.
Kromě dělostřelecké palby a útoků stíhacích bombardérů zažilo Saarbrücken v letech 1939 až 1940 celkem 30 náletů spojeneckého letectva. První velký bombardovací nálet na město se uskutečnil až v noci z 29. na 30. července 1942. Později byl Saarbrücken těžce poškozen nálety britských a amerických vzdušných sil. Nejtěžší útok se odehrál v noci z 5. na 6. října 1944, kdy 325 britských bombardérů svrhlo na město přes 350 000 tříštivých a zápalných bomb. Zemřelo 361 lidí a ze 45 000 osob se staly bezdomovci. Starý Saarbrücken byl téměř úplně zničen. Byla nařízena další evakuace města. Poslední nálety na Saarbrücken se uskutečnily 13. ledna 1945. Americké jednotky vpochodovaly 21. března 1945 do téměř opuštěného Saarbrückenu. Městská oblast byla zničena z 90 % v centru a ze 60 % na okrajích města. Ohniska ničení byla na obou stranách řeky Saar a u železniční trati a sahala od Bismarckova mostu po Malstatt-Burbach. Z domů bylo 43 % zcela zničeno, 35 % bylo lehce až středně poškozeno a pouze 21 % zůstalo nepoškozeno. Ty byly ve čtvrtích nalevo od řeky Saar ve směru na St. Arnual, Feldmannstrasse a Hohe Wacht a napravo od Saaru ve směru na Rotenbühl. V Saarbrückenu bylo napočítáno jen asi 7 000 obyvatel (z asi 130 000 před válkou). Od 29. července 1945 bylo město, stejně jako celý region Saar, podřízeno francouzské vojenské vládě.
Dva roky po skončení druhé světové války, v roce 1947, se Sársko stalo autonomním státem s hlavním městem Saarbrücken. Sárská univerzita byla založena v roce 1948 s francouzskou podporou. 
Saarbrücken a Sársko byly politicky začleněny do Spolkové republiky Německo od 1. ledna 1957 a ekonomicky v roce 1959 ("Den X"). Saarbrücken se tak stal hlavním městem desáté spolkové země (Západní Berlín se oficiálně za spolkovou zemi nepočítal) Spolkové republiky Německo. V roce 1999 oslavilo město Saarbrücken výročí 1000. let svého trvání od první písemné zprávy.

## Památky

### Ludwigskirche
Tento protestantský barokní kostel stojí ve staré části Saarbrückenu. Společně s přilehlým náměstím (Ludwigsplatz) tvoří unikátní barokní celek.
Stavbu zahájil Vilém Jindřich Nasavsko-Saarbrückenský. Po jeho smrti byla stavba dočasně přerušena z důvodů chybějících financí a dluhů. Stavbu dokončil jeho syn Ludwig. Kostel byl slavnostně otevřen 25. srpna 1775. Během druhé světové války (5. října 1944) byl kostel kompletně zničen, ale v krátké době byl zrekonstruován a získal svou původní podobu.
Náměstí, přiléhající ke kostelu, navrhl Friedrich Joachym Stengel. Stavba probíhala v letech 1762–1765.

## Sárská univerzita
Univerzita byla založena v roce 1948 ve spolupráci s Francií. Hlavní univerzitní kampus je umístěn v Saarbrückenu. Lékařská fakulta a univerzitní nemocnice jsou v Homburgu. Univerzita je dvojjazyčná, výuka je vedena v němčině a francouzštině.

## Region
V okolí Saarbrückenu se nacházejí města Trevír, Lucemburk, Nancy, Mety, Karlsruhe a Mannheim. Mezi Saarbrückenem a francouzským městem Sarreguemines jezdí příměstská železnice. Přímé spojení existuje i k Völklingenu.

## Galerie

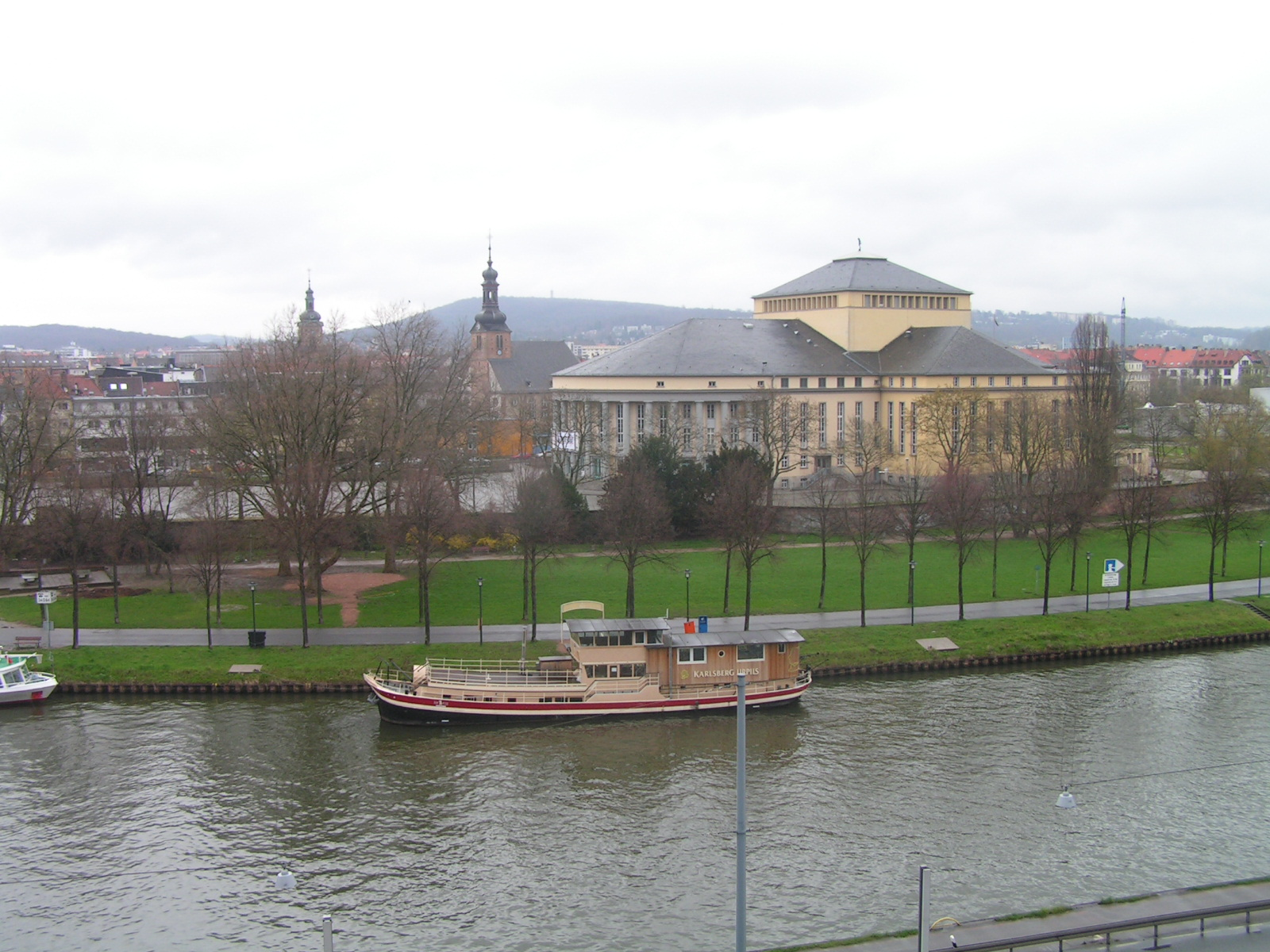
Divadlo
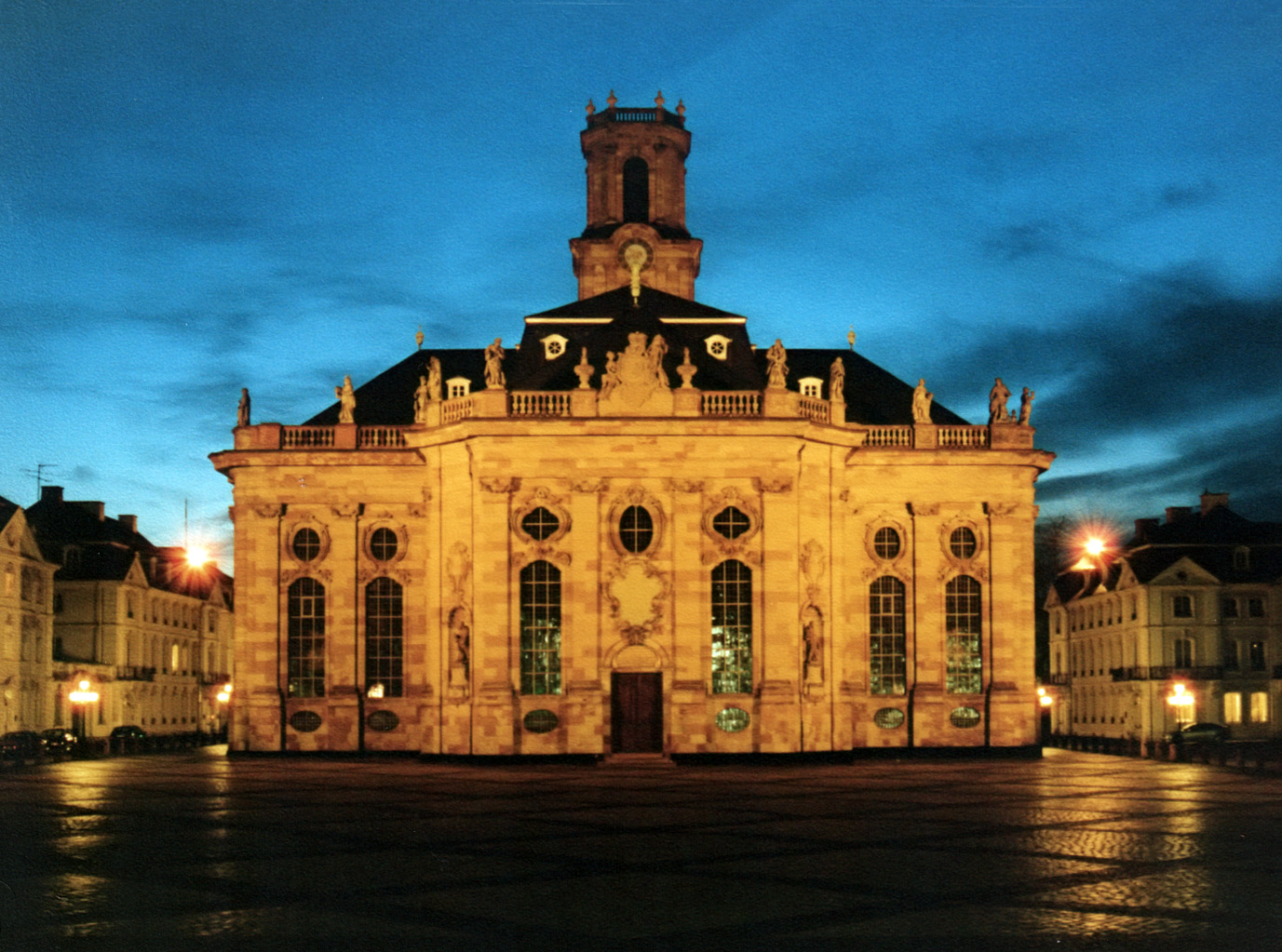
Ludwigskirche v noci
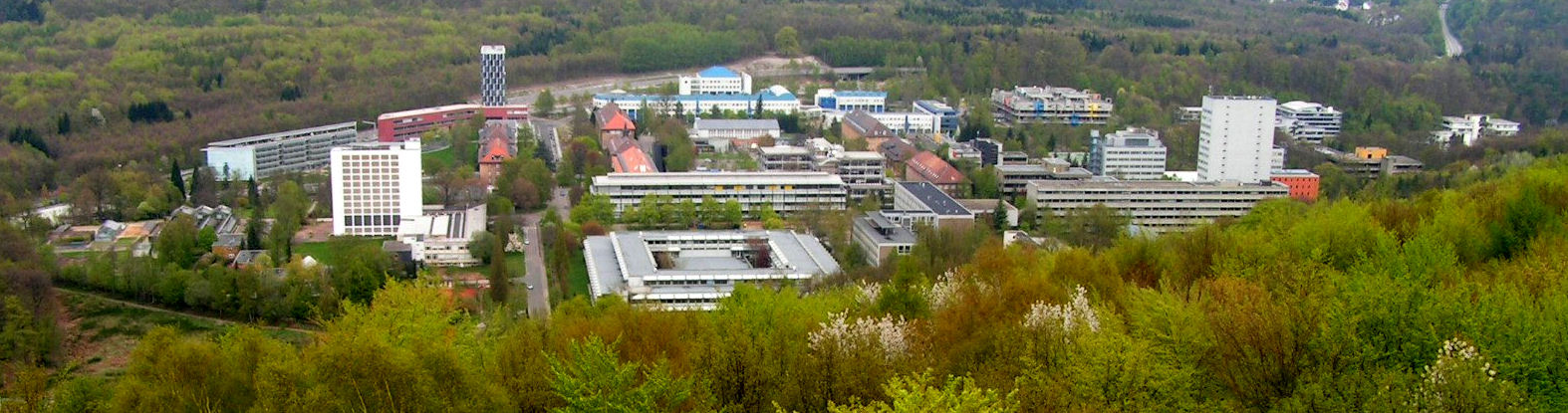
Univerzitní kampus
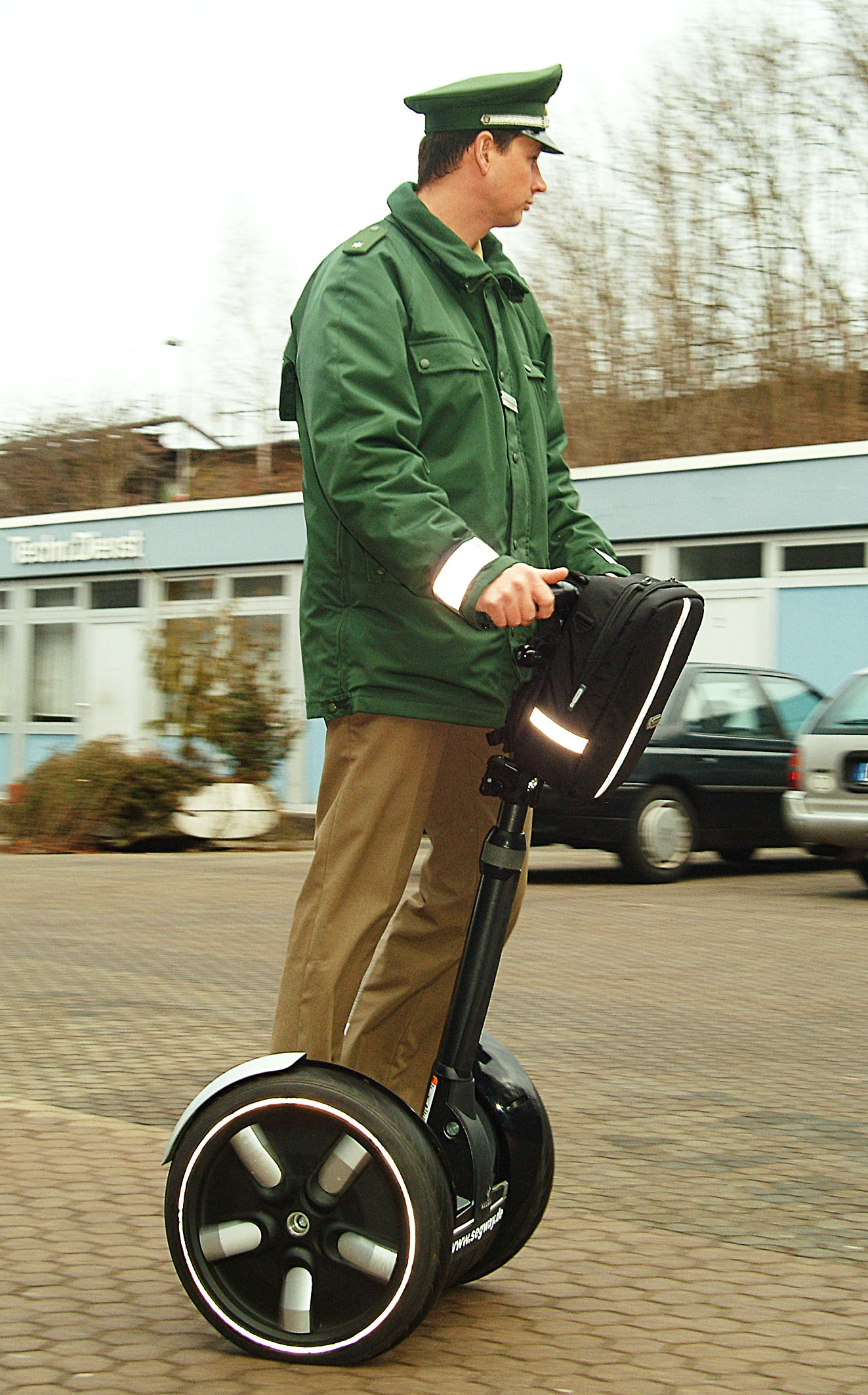
Německý policista v Saarbrückenu na segwayi
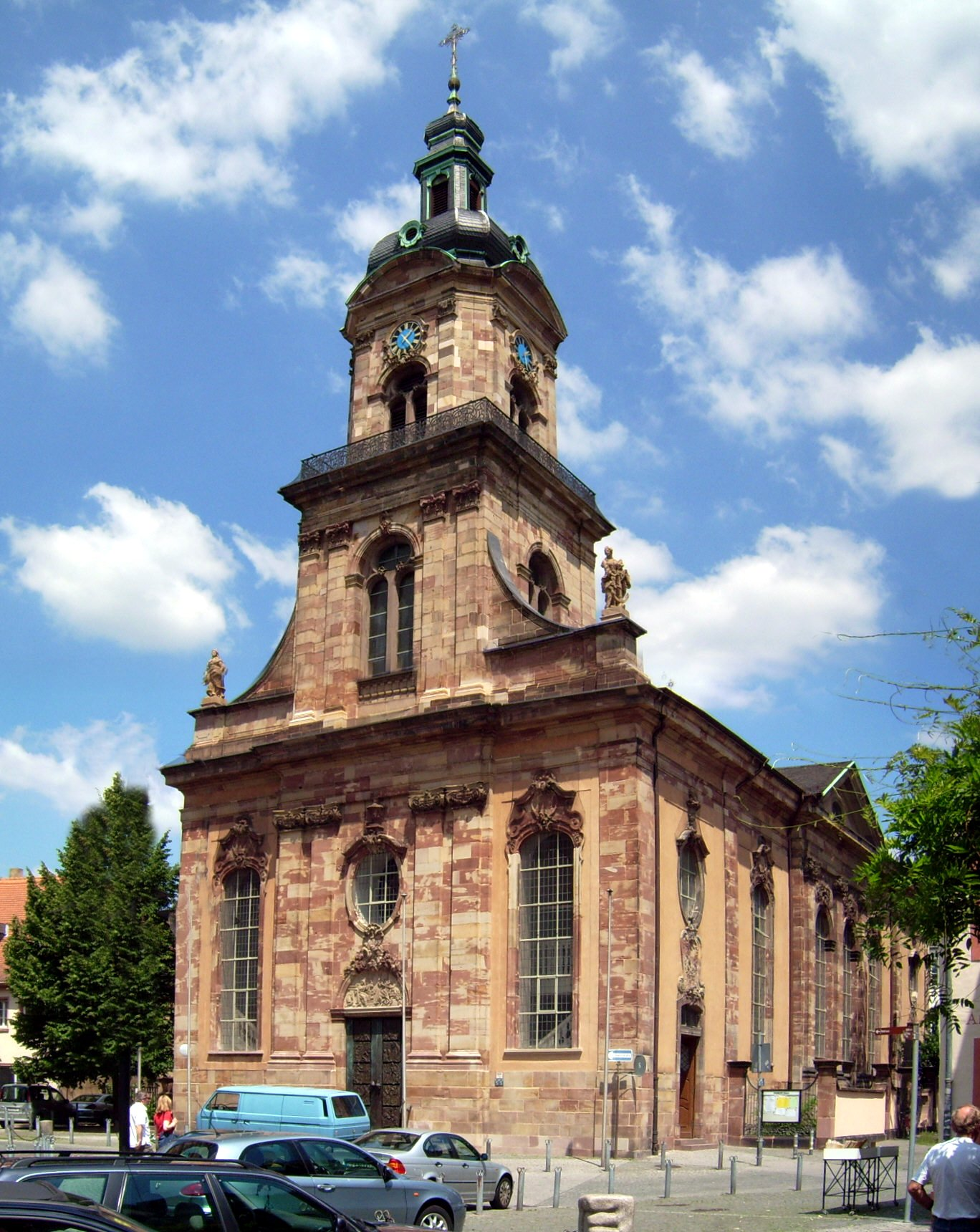
Bazilika svatého Jana v Saarbrückenu

## Partnerská města
- Cottbus, Německo
- Nantes, Francie
- Tbilisi, Gruzie

## Osobnosti
- Max Ophüls (6. května 1902 – 25. března 1957), filmový režisér
- Wolfgang Staudte (9. října 1906 – 19. ledna 1984), filmový režisér
- Walter Schellenberg (16. ledna 1910 – 31. března 1952), politik, šéf špionážní služby v RSHA
- Gerhard Schröder (11. září 1910 – 31. prosince 1989) – politik
- Otto Steinert (12. července 1915 – 3. března 1978), fotograf
- Frederic Vester (23. listopadu 1925 – 2. listopadu 2003), biochemik
- Sandra Cretu (*18. května 1962), zpěvačka